# 盧道裕
盧 道裕（ろ どうゆう、476年 - 519年）は、北魏の官僚。字は寧祖。本貫は范陽郡涿県。

## 経歴
盧淵の三男。北朝北魏の献文帝の娘の楽浪長公主を妻に迎え、駙馬都尉・太子舎人に任じられた。まもなく太子洗馬に転じ、さらに散騎侍郎となった。安遠将軍・中書侍郎・兼秘書丞に転じた。まもなく母が死去したため辞職して喪に服し、喪が明けると再び中書侍郎に任じられた。龍驤将軍・太子中庶子・幽州大中正となった。長兼散騎侍郎に転じ、左将軍の号を加えられた。519年に左将軍・涇州刺史となり、同年7月に在官のまま死去した。諡は文侯といった。

## 伝記資料
- 『魏書』巻47 列伝第35
- 『北史』巻30 列伝第18